# Hermann Eberhard Friedrich Richter
Hermann Eberhard Friedrich Richter ( 1808 - 1876 ) fue un botánico y médico alemán. Junto con el insigne y difunto Linneo (1707-1778) y con Petermann (1806-1855) publican Caroli Linnaei Systema, Genera, Species plantarum uno volumine : editio critica, adstricta, conferta, sive, Codex botanicus linnaeanus : textum linnaeanum intergrum ex omnibus Systematis, Generum, Specierum plantarum editionibus, mantissis, additamentis selectumque ex ceteris ejus botanicis libris digestum, collatum, contractum, cum plena editionum discrepantia exhibens, en 1846. 

## Otras publicaciones
- Petermann, WL; HEF Richter. 2003.  Codex botanicus Linnaeanus/ 2, Alphabetical index to The Linnaean botanical codex of all its genera, species and synonyms. Ed. Ruggell/Liechtenstein : Gantner. iv + 202 pp. ISBN 3-906166-05-8
- 1864. Bericht über medicinische Meteorologie und Klimatologie/ 1, Allgemeiner Theil. Ed. Leipzig : Wigand. Aus: Schmidt's Jahrbücher der in- und ausländischen gesammten Medicin: 122 ( 2 ): 225-260
- 1860.  Splanchnopathien. Ed. Leipzig : Voss
- 1850. Organon der Physiologischen Therapie : Das ärztliche Verfahren auf natur- und vernunftgemässen Grundlagen als selbständige Lehre bearbeitet. Ed. Leipzig : Wigand. xvi + 626 pp.
- 1845.  Zur Lehre von der Ansteckung
- 1834.  Problema de via analytica ad certitudinem in cognitione medica : Dissertatio Inauguralis Medica. Ed. Dresdae : Teubner
- 1837. Cantilena Dr. Hermanno Eberhardo Richtero professoris medic. munus auspicanti decantata
- Klett, GT; HEF Richter. 1830.  Erste bis zwölfte Klasse, Flora der phanerogamischen.

## Honores
Por sus méritos, la Universidad de Leipzig otorga a médicos la "Medalla homónima".
- La abreviatura «Richt.» se emplea para indicar a Hermann Eberhard Friedrich Richter como autoridad en la descripción y clasificación científica de los vegetales.[4]